# Louroux-de-Bouble

Louroux-de-Bouble este o comună în departamentul Allier din centrul Franței. În 1 ianuarie 2022 avea o populație de 228 de locuitori.